# Čechratice černohuňatá
Čechratice černohuňatá (Tapinella atrotomentosa) je stopkovýtrusá houba z čeledi Tapinellaceae.
Roste od července do listopadu na trouchnivějícím nebo tlejícím dřevě jehličnatých stromů, zejména smrků.

## Synonyma
- Agaricus atrotomentosus Batsch 1783
- Paxillus atrotomentosus (Batsch ex Fr.) Fr. 1836
- Paxillus atrotomentosus var. atrotomentosus (Batsch. Ex Fr.) Fr. 1836
- Sarcopaxillus atrotomentosus (Batsch) Zmitr., Malysheva & E.F. Malysheva 2004[1]